# Chamaecrista rufa
Chamaecrista rufa är en ärtväxtart som först beskrevs av Martin Martens och Henri Guillaume Galeotti, och fick sitt nu gällande namn av Nathaniel Lord Britton och Joseph Nelson Rose. Chamaecrista rufa ingår i släktet Chamaecrista och familjen ärtväxter. IUCN kategoriserar arten globalt som livskraftig.

## Underarter
Arten delas in i följande underarter:
- C. r. exsul
- C. r. polyphlebia
- C. r. rufa